# CREB3
La proteína 3 de unión a elementos que responde al AMP cíclico es una proteína que en humanos está codificada por el gen CREB3.
Este gen codifica un factor de transcripción que es miembro de la familia de proteínas de unión al ADN de la cremallera de leucina. Esta proteína se une al elemento que responde al cAMP, un palíndromo octamérico. La proteína interactúa con el factor C1 de la célula huésped, que también se asocia con la proteína VP16 del virus del herpes simple (HSV), que induce la transcripción de los genes precoces inmediatos del HSV. Esta proteína y VP16 se unen al mismo sitio en el factor C1 de la célula huésped. Se cree que la interacción entre esta proteína y el factor C1 de la célula huésped juega un papel en el establecimiento de la latencia durante la infección por HSV. Se ha identificado una variante de transcripción adicional, pero no se ha determinado su validez biológica.

## Interacciones
Se ha demostrado que CREB3 interactúa con el factor C1 de la célula huésped .